# Бедірекка (Грама Ніладхарі)
Грама Ніладхарі Бедірекка (№ 144C) — Грама Ніладхарі підрозділу ОС Махаоя, округ Ампара, Східна провінція, Шрі-Ланка.

## Демографія
| Населення (2007) | Населення (2007) | Населення (2007) | Населення (2007) | Населення (2007) |
| Населення        | Чоловіки         | Жінки            | Діти             | Дорослі          |
| ---------------- | ---------------- | ---------------- | ---------------- | ---------------- |
| 620              | 311              | 309              | 221              | 399              |